# Tamsel

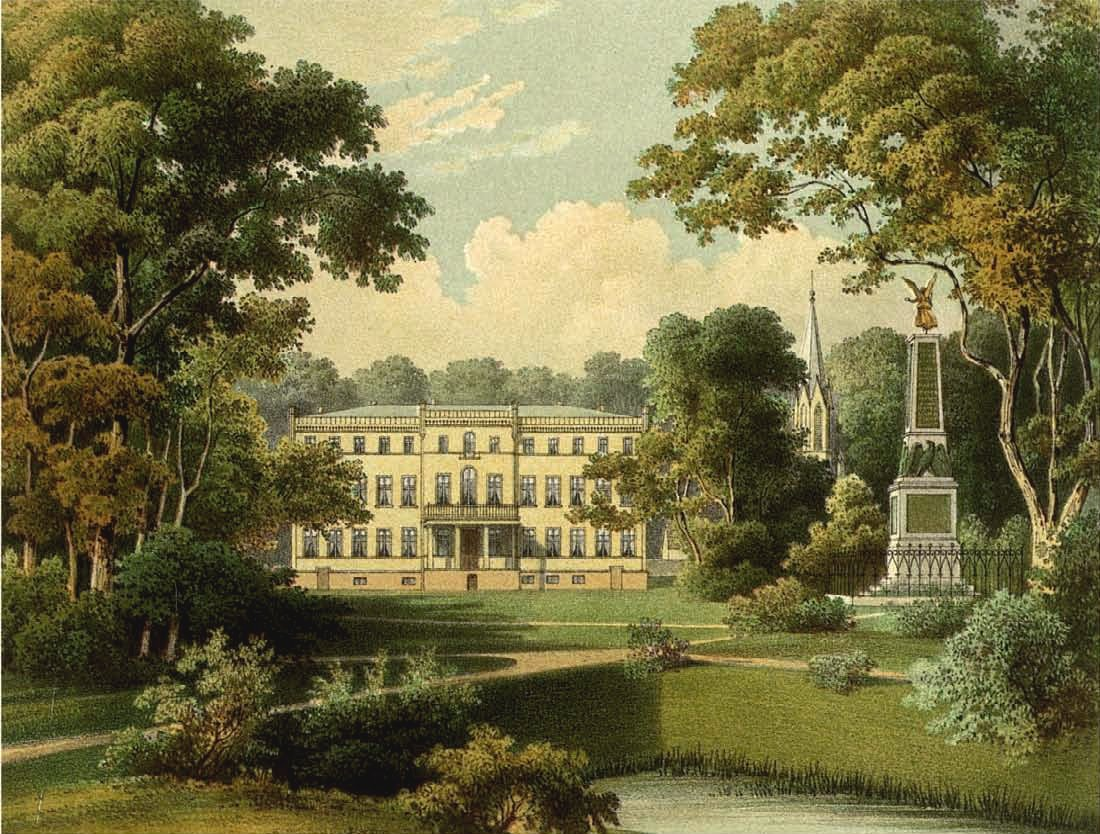
Schloss Tamsel

Schloss Tamsel es una finca histórica significativa  en la región de Neumark de Brandeburgo. La propiedad se localiza en lo que hoy es el pequeño pueblo de Dąbroszyn, Polonia, y consiste en una mansión, una iglesia y un parque. Fue construido a finales del siglo XVII por el mariscal de campo Hans Adam von Schöning. Su nieta, Luise Eleonore, heredó el castillo cuando era una niña de cuatro años y se casó con el teniente general von Wreech a los 16 años.

## Generalidades
La finca estuvo estrechamente asociada durante el siglo XVIII con Federico el Grande. Como Príncipe de la Corona, Federico estuvo estacionado por su padre en Küstrin, 5 km al sureste de Tamsel junto al río Óder. Entre agosto de 1731 y febrero de 1732, el Príncipe fue un invitado en Tamsel, y quedó claramente enamorado de Frau von Wreech de 24 años de edad, poco antes de su matrimonio no deseado. En sus cartas, el príncipe se refería a Tamsel como la 'isla de Calipso'.

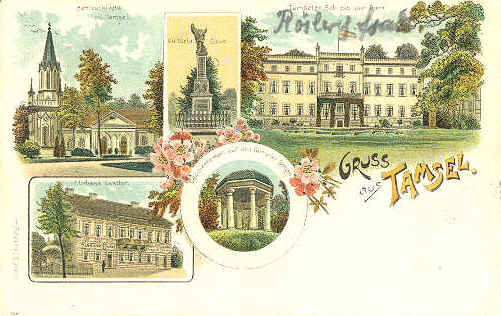
Salutaciones desde Tamsel

25 años después, tras la cercana batalla de Zorndorf con fuerzas rusas, el 30 de agosto de 1758, el rey Federico visitó Tamsel una vez más. La propiedad había sido saqueada e incendiada, y varios niños y profesores asesinados.
En mayo de 1840, en el centenario de la ascensión de Federico II al trono, fue erigida una estatua en el parque para honorar al rey y a sus lazos con Tamsel. La estatua es una réplica de la "Victoria" de Christian Daniel Rauch y en el pedestal está inscrito el texto de Jeremías 3:27: "Es bueno para el hombre llevar el yugo de su juventud."
Después de la muerte sin herederos del último varón de los Wreeches, el castillo pasó a posesión de una hija de Luise Eleonore, que se casó con el Conde Doenhoff. En 1945 el castillo fue brevemente el cuartel general del mariscal soviético Georgy Zhukov. La finca se salvó en gran medida de los daños de la Segunda Guerra Mundial, y fondos de la Unión Europea fueron utilizados a finales de la década de 1990 para su restauración parcial. El edificio se encuentra hoy parcialmente vacío, con zonas utilizadas por una escuela infantil y una biblioteca de préstamo.
Theodor Fontane dedica un capítulo a la finca y su capilla en sus Paseos a través de la Marca de Brandeburgo, Vol II "Oderland".
Mi mirlo canta en Tamsel de Hans Bentzien es un pequeño libro ilustrado, que informa de la historia de Brandeburgo y Tamsel.

## Capilla de Tamsel

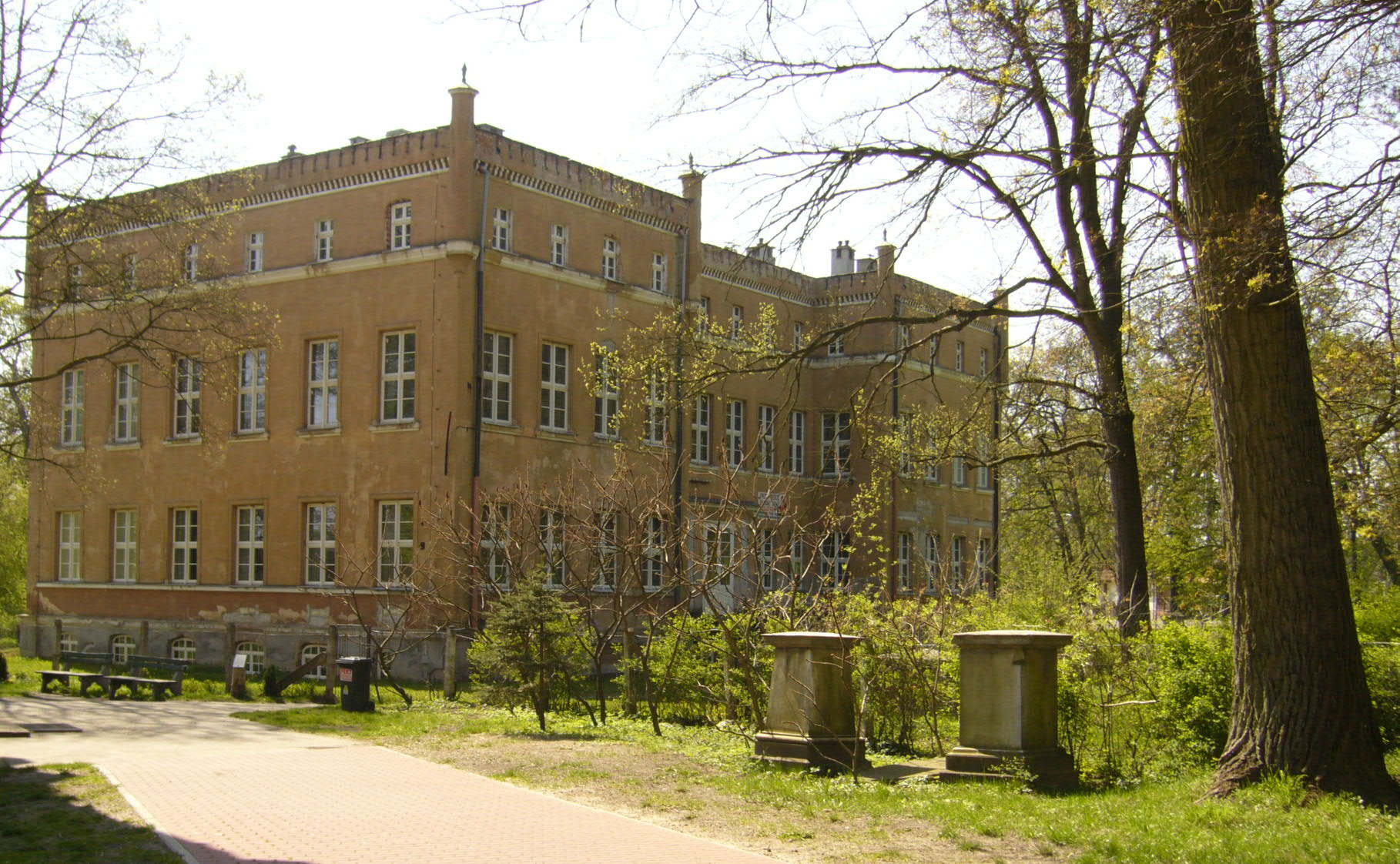
El palacio de Tamsel en julio de 2010.

La capilla de la finca incorpora un Salón de la Fama por Schöning, con su transepto izquierdo sosteniendo estatuas, armas y trofeos. Un doble nicho ahí alberga grandes estatuas de piedra del mariscal de campo Hans Adam von Schöning y de su esposa. A la izquierda hay un busto de mármol de su hijo (Johann Ludwig von Schöning, 1675-1713).
El gran ataúd de cobre de Hans Adam von Schöning también se halla en la capilla. Está decorado con un crucifijo de oro (o plata) y el emblema familiar, y las paredes están decoradas con banderas inscritas:
El honorable Sr. Hans Adam von Schöning en Tamsel, Warnick, Birkholz, Churf. Saxon. bien nombrado general mariscal de campo, y consejero privado, coronel del la Guardia de infantería, así como de un regimiento de coraceros y un regimiento de dragones, nació en Tamsel el 1 de octubre de 1641, murió bendecido en Dresde, el 28 de agosto de 1696.
Otos ataúdes notables son los de la esposa de Wreech, Eleonore Luise, que murió a la edad de 60 años, y de sus hijos, Friedrich Wilhelm von Wreich y Ludwig Graf von Wreich, los últimos dos Wreeches.